# Jacques Culot
Jacques Culot (ur. 5 sierpnia 1933 w Charleroi – zm. 6 grudnia 2018) – belgijski piłkarz grający na pozycji lewego obrońcy. Był reprezentantem Belgii.

## Kariera klubowa
Swoją piłkarską karierę Culot rozpoczął w klubie Royal Charleroi, w którym zadebiutował w sezonie 1950/1951 w pierwszej lidze belgijskiej. W 1955 roku odszedł do Anderlechtu, w którym grał do 1961 roku. Z Anderlechtem wywalczył dwa mistrzostwa Belgii w sezonach 1955/1956 i 1958/1959 oraz dwa wicemistrzostwa w sezonach 1956/1957 i 1959/1960. W sezonie 1961/1962 występował w Eendrachcie Aalst, a w sezonie 1962/1963 w Crossingu Molenbeek, w którym zakończył karierę.

## Kariera reprezentacyjna
W reprezentacji Belgii Culot zadebiutował 26 maja 1957 w wygranym 1:0 towarzyskim meczu z Rumunią, rozegranym w Brukseli. Grał w eliminacjach do MŚ 1958. W kadrze narodowej rozegrał 2 mecze, oba w 1957 roku.